# Mosel (Wisconsin)
Mosel es un pueblo ubicado en el condado de Sheboygan en el estado estadounidense de Wisconsin. En el Censo de 2010 tenía una población de 790 habitantes y una densidad poblacional de 14,45 personas por km².

## Geografía
Mosel se encuentra ubicado en las coordenadas 43°50′29″N 87°45′59″O / 43.84139, -87.76639. Según la Oficina del Censo de los Estados Unidos, Mosel tiene una superficie total de 54.68 km², de la cual 54.63 km² corresponden a tierra firme y (0.1%) 0.06 km² es agua.

## Demografía
Según el censo de 2010, había 790 personas residiendo en Mosel. La densidad de población era de 14,45 hab./km². De los 790 habitantes, Mosel estaba compuesto por el 93.8% blancos, el 0.13% eran afroamericanos, el 0% eran amerindios, el 4.68% eran asiáticos, el 0% eran isleños del Pacífico, el 0.76% eran de otras razas y el 0.63% pertenecían a dos o más razas. Del total de la población el 2.53% eran hispanos o latinos de cualquier raza.